# Відродження нації
«Відродження нації» — книга українського письменника Володимира Винниченка; спогади автора про Українську революцію 1917–1921 років. Видана у Відні у 1920 році.

## Епіграф
|                        | Я беру на себе трудну річ: дати повну, правдиву картину боротьби українства за визволення своєї нації під час і після Великої Російської Революції. У дні тяжкі, у дні найтяжчі нашого народу я берусь за цю роботу. Майбутність України закутано в диму крівавої ненависти, неситого зазіхання ворогів, безсилля й знесилля нашого. Важко робити цю працю в потрібному спокою. Але в свідомости ваги істини, в свідомости значіння щирого, нелукавого й чесного виявлення подій, я вживу всіх усиль, щоб одсунути від себе всяке національне чи партійне лицеприяття, одійти від усяких особистих сімпатій чи антіпатій і розглядати весь хід нашого руху в усій об’єктивности, на яку я зможу бути здатним. Я не хочу писати історії в академичному значінню цього слова. Це мають пізніше зробити фахові дослідувачі. Моя мета перейти через усі етапи недавно-минулого, зв’язати їх, одкинути неважне й дати суцільний образ цих і радісних, і болючих часів нашої нещасної історії. |
| — Володимир Винниченко | |